# Ваховиці
Ваховиці (пол. Wachowice, нім. Wachowitz) — село в Польщі, у гміні Олесно Олеського повіту Опольського воєводства.
Населення — 300 осіб (2011).
У 1975-1998 роках село належало до Ченстоховського воєводства.

## Демографія
Демографічна структура станом на 31 березня 2011 року:
|          | Загалом | Допрацездатний вік | Працездатний вік | Постпрацездатний вік |
| -------- | ------- | ------------------ | ---------------- | -------------------- |
| Чоловіки | 141     | 27                 | 99               | 15                   |
| Жінки    | 159     | 33                 | 94               | 32                   |
| Разом    | 300     | 60                 | 193              | 47                   |